# Chutes Upper Mesa
Les chutes Upper Mesa, en anglais Upper Mesa Falls, sont des chutes d'eau des États-Unis situées dans l'Idaho, sur la rivière Henrys Fork (en) un affluent de la rivière Snake. Elles mesurent 35 mètres de hauteur et 61 mètres de largeur.

## Géographie
Les chutes Upper Mesa sont situées dans l'Ouest des États-Unis, dans l'Est de l'État de l'Idaho, sur le territoire du comté de Fremont à environ 26 kilomètres la ville d'Ashton. Elles se trouvent dans la réserve naturelle de la forêt nationale de Caribou-Targhee.
Les chutes Upper Mesa constituent un accident du cours de la rivière Henrys Fork, un affluent de la rivière Snake, en amont des chutes Lower Mesa. Elles mesurent 35 mètres de hauteur et 61 mètres de largeur.